# Rhipsalis pacheco-leonis subsp. catenulata
A Rhipsalis pacheco-leonis subsp. catenulata egy kultúrában ritkán tartott epifita kaktusz.

## Jellemzői
1,2 m-nél hosszabb hajtású növény, kezdetben felegyenesedő, majd csüngővé váló habitussal. Ágai dichotomikusan vagy verticillárisan ágaznak el 3-6-os csoportot alkotva. A szegmensek 15–100 cm hosszúak, vagy még hosszabbak, 5–7 mm vastagok, 3-5 bordájúak, alternálnak, mint a Rhipsalis paradoxa fajnál. a diszkontinuus bordák 15–25 mm hosszúak, 2–4 mm magasak, 1–2 mm vastagok. Areolái a szárhoz simulnak, 0,1–1 mm magasak és 1,5 mm átmérőjűek, 3 tövist viselnek maximálisan, melyek görbék vagy sinusosak, 0,5–2 mm hosszúak, emellett az areolák szőröket is viselnek. A virágot hordozó areolák kissé a szárba mélyednek, barna szőröket hordoznak. Virágai laterálisak, magánosak, nappal nyílnak, 7–9 mm szélesek, a belső szirmok visszahajlóak, sárgák vagy sárgászöldek. A porzók és a bibe krémszínűek, a porzószálakat fehér papillák borítják. Termése bemélyed a szárba, gömbölyded, fehéres-áttetsző, csúcsa sötét ciklámenszín. Magjai 1-1,75 mm hosszúak, feketék.

## Elterjedése
Brazília: Rio de Janeiro állam, Sansao, Luminar közelében.